# Apostles’ Stone

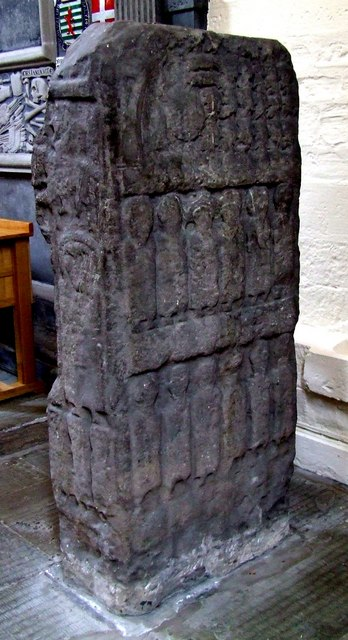
Apostles’ Stone

Der Apostles’ Stone (auch „Dunkeld Cathedral Sculptured Stone“ genannt) ist ein frühchristlicher Skulpturenstein in der Ruine der Dunkeld Cathedral in Perth and Kinross, Schottland. Er ist auf allen vier Seiten aufwendig bearbeitet, aber stark abgewittert, da er als Torpfosten verwendet wurde. Es gibt Figuren und Tierdarstellungen auf dem Stein. Wie bei den meisten dieser Steine ist nicht bekannt, was dargestellt ist.
Seite A scheint ein Reliefkreuz getragen zu haben, das wahrscheinlich die Länge und Breite der Platte einnahm. Kreuz und Hintergrund waren mit figürlichen Themen verziert. Es scheinen zwei Reiter in Richtung der Mitte zu reiten. Vier Felder belegen den unteren Teil und der Schaft zeigt Spuren von fünf Feldern mit menschlichen Figuren und Tieren. Seite B hat vier Felder mit Verzierung. Sie zeigen soweit erkennbar einen Reiter mit Kapuze, menschliche Figuren neben einem Pfosten oder Stab und drei frontale Figuren mit Kapuze. Seite C trägt vier Felder mit Verzierung. Das obere zeigt mindestens 22 in Reihen angeordnete abgeschlagene Köpfe, mit einem großen runden Objekt und einer großen Figur auf der linken Seite. Im Folgenden sind die zwölf Apostel frontal dargestellt und in zwei Reihen angeordnet. Das untere Feld ist sehr abgenutzt und zeigt vielleicht Spuren von fünf Figuren. Auf Seite D sind lediglich noch eine Spirale und Spuren anderer Ornamente erkennbar.

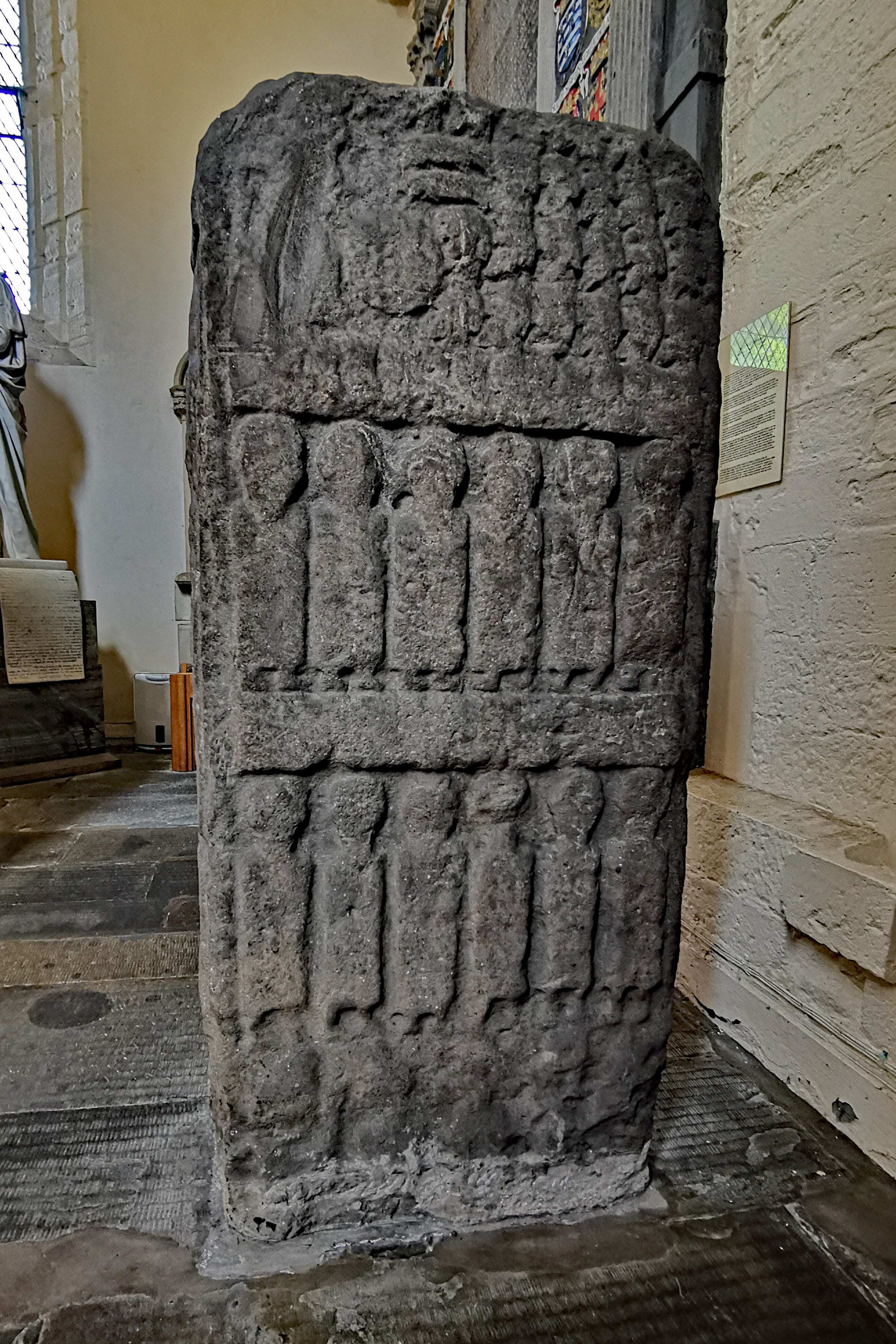
Seite C
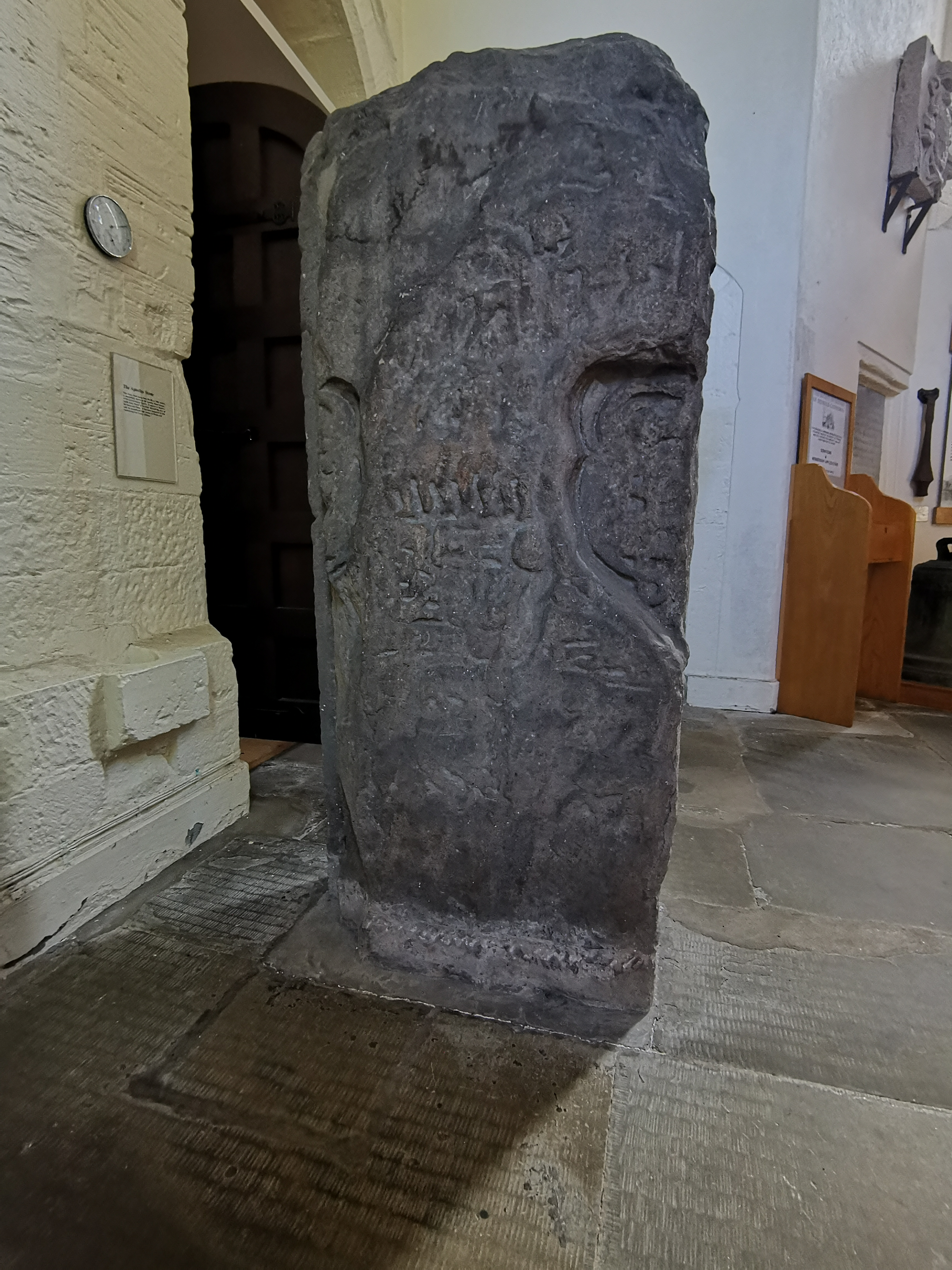
Seite A
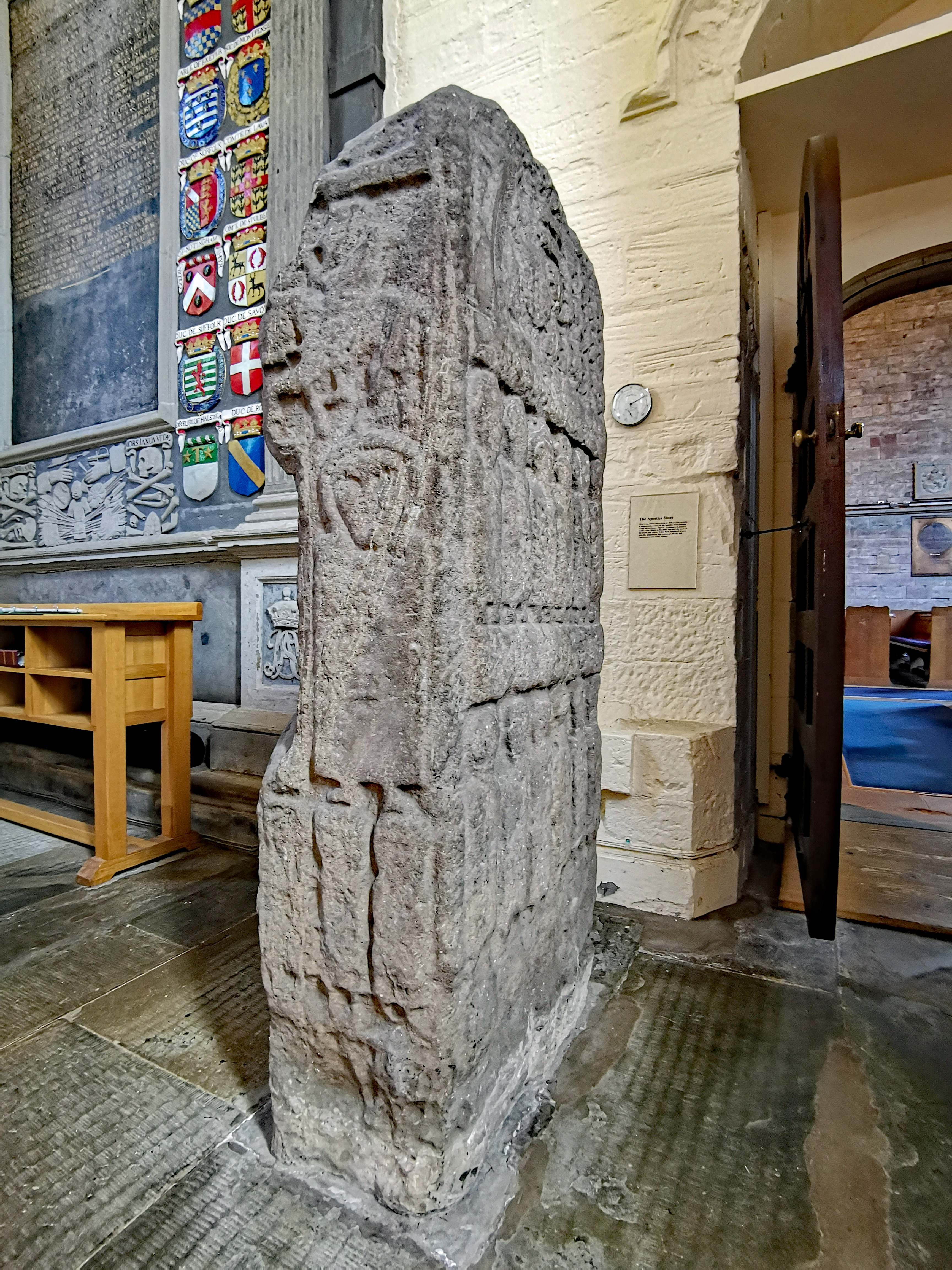
Seite B